# 張鴻藻
張鴻藻（?—?），字显模，男，贵州安龙人，中国民主革命家，清朝及中华民国教育家。

## 生平
張鴻藻早年留學日本，加入中国同盟會。归國後，任貴州法政學堂教員。張鴻藻是清朝举人。1907年，張鴻藻與其學生張百麟、胡剛等人創建了貴州自治學社，張鴻藻任首任社長。1908年，張鴻藻同黃澤霖、同鄉鍾振玉等人創辦了《西南日報》、《自治學社雜誌》。 1911年，張鴻藻和蒙養正、許可權等人在安龍組建了自治學社興義分社，該分社通過胡剛与總社聯係，積極發展成員。後來，该分社领导了辛亥革命中興義府的光复。
约1930年代初，張鴻藻在贞丰县开办私塾。